# Карентино
Карентино (итал. Carentino) — коммуна в Италии, располагается в регионе Пьемонт, в провинции Алессандрия.
Население составляет 311 человек (2008 г.), плотность населения составляет 32 чел./км². Занимает площадь 10 км². Почтовый индекс — 15022. Телефонный код — 0131.
В коммуне 15 августа особо празднуется Успение Пресвятой Богородицы.

## Демография
Динамика населения:

## Администрация коммуны
- Официальный сайт: